# Мунк, Йохан Сторм
Йохан Сторм Мунк (норв. Johan Storm Munch; 31 августа 1778, Вого, Оппланн — 26 января 1832, Кристиансанн, Вест-Агдер) — епископ Норвежской церкви, поэт, драматург и редактор журнала.

## Биография
Йохан родился в Вого, фюльке Оппланд (ныне Иннландет), Норвегия. Он был сыном приходского священника Питера Мунка и Кристины Софи Сторм. Йохан был подготовлен к служению своим отцом. В 1800—1805 годах он был репетитором для членов дворянской семьи Лёвенскиольд на острове Зеландия в Дании. В 1805 году был призван на должность помощника пастора в Скьеберг в Эстфолл. 
В 1810 году он занял годичную должность преподавателя в больнице и приюте Принца Кристиана Августа в Христиании (ныне Осло). В том же году он женился на Эльзе Петронелле Хофгаард, у них родился сын — Андреас Мунк. 
В 1813 году Йохан стал пастором в Санне. В 1817 году он стал работать викарием прихода в Акере, а также дворцовым священником в крепости Акерсхус. В 1823 году он был назначен епископом епархии Кристиансанна, где базировался в Кристиансаннском соборе. Он занимал эту должность до своей смерти в 1832 году.
В 1813 году он опубликовал поэтический сборник «Fjeldblomster», с 1816 по 1820 год редактировал журнал «Сага», а в 1825 году опубликовал пьесу «Престен и Халлингдал».